# Myxosporidiella fritillariae
Myxosporidiella fritillariae är en svampart som beskrevs av Negru 1960. Myxosporidiella fritillariae ingår i släktet Myxosporidiella, divisionen sporsäcksvampar och riket svampar.   Inga underarter finns listade i Catalogue of Life.